# Annexes utérines
Les termes annexes utérines désignent d'une part les ovaires droit et gauche, et d'autre part les trompes de Fallope droite et gauche. De ce terme découle le mot annexectomie désignant l'ablation des ovaires et trompes de Fallope.